# 大濱普美子
大濱 普美子（おおはま ふみこ、1958年 - ）は、日本の作家。
第三短篇集『陽だまりの果て』が2022年第50回泉鏡花文学賞を受賞し、選考委員の金井美恵子が「鏡花が選考していたら間違いなく推していた」と激賞したことで話題を集めた。

## 来歴
1958年、東京都に生まれる。父親はフランス文学者であった。
1980年に慶応義塾大学文学部文学科をフランス文学専攻で卒業し、1987年にパリ第7大学“外国語としてのフランス語”修士課程を修了する。
1995年よりドイツ・フランクフルトに移住し、日本語教師を勤めながら小説を執筆する。2009年に文芸誌『三田文學』に短編「猫の木のある庭」が掲載された。2013年に「猫の木のある庭」も収録した短編集『たけこのぞう』が出版され、作家デビューとなる。

## 人物
大濱は自身にとって小説を書くことを「書かざるを得ない心理療法のようなもの」とインタビューで答えている。「小説を書いていると悪夢を見なくなる」とのこと。
日本初の和歌とされる、日本神話でスサノオが詠んだ「八雲立つ 出雲八重垣 妻ごみに 八重垣作る その八重垣を」を好きな歌に挙げている。
樋口一葉といった擬古文調にあこがれがある。好きな作家には倉橋由美子など。
また、大濱が日本語教師をしていることから、文法的な正しさを大切にし、言葉選びの適切さ、人と違う文章というのも執筆する文章の目標としている。

## 賞歴
2022年に『陽だまりの果て』で第50回泉鏡花文学賞。選考委員の評は以下の通り。
- 金井美恵子 - 「鏡花が選考していたら間違いなく推していた」[1]
- 村松友視 - 端正で静謐でありながら不穏さがにじみ出るような文章と構成の巧みさが絶賛される[3]

## 著書
- 『たけこのぞう』国書刊行会、2013年6月
  - 『猫の木のある庭』河出書房新社〈河出文庫〉、2023年 - 改題、加筆修正した文庫版[1]。
- 『十四番線上のハレルヤ』国書刊行会、2018年6月
- 『陽だまりの果て』国書刊行会、2022年6月
- 『三行怪々』河出書房新社 2024年7月